# Arthur de Fonvielle
Arthur de Fonvielle, né le 16 septembre 1829 à Paris et mort le 15 octobre 1914 dans la même ville, est un journaliste, patron de presse et homme politique français.  
Opposant au Second Empire dans les colonnes de journaux algériens puis dans La Marseillaise de Henri Rochefort, il devient maire du XIe arrondissement de Paris durant la guerre de 1870 puis directeur et gérant de journaux en Algérie sous la Troisième République.

## Biographie

### Sous le Second Empire
Né en 1829 à Paris, Arthur de Fonvielle est élevé par son père Henri Fonvielle et sa mère Louis Fonvielle en compagnie de ses deux frère Wilfrid et Ulric.
Ayant débuté sa carrière comme militaire dans la marine, il est envoyé sur le front pour combattre les Russes notamment dans la région du Caucase. Par la suite, il devient journaliste en Algérie et rentre à la direction de L'Algérie nouvelle fondé en 1858. Engagé contre le militarisme et en faveur de  l'instauration d'un régime civil en Algérie, il participe à de nombreux duels à l'épée notamment un avec le général Joseph Vantini dit Yusuf à la suite d'un article jugé injurieux par celui-ci. 
Quelques temps plus tard, après la suppression de L'Algérie nouvelle en 1860, il est appelé en métropole par Émile de Girardin pour écrire dans La Liberté. Opposant au Second Empire, il rejoint plus tard la rédaction de La Marseillaise fondée Henri Rochefort, subit de nombreuses condamnations et participe activement avec ses collègues à la campagne menée pour dénoncer le meurtre de Victor Noir par Pierre-Napoléon Bonaparte en 1870.

### Durant la guerre de 1870 et la Commune de Paris
Durant la guerre franco-prussienne de 1870 et après la proclamation de la République le 4 septembre, il devient commandant du 118e bataillon de la Garde nationale de la Seine puis lieutenant-colonel du 278e régiment de marche de la Garde nationale de Paris en décembre,. Après le 18 juin, il devient un opposant à la Commune de Paris comme son frère Ulric de Fonvielle et décide de rallier Adolphe Thiers, décision interprétée comme une trahison par ses anciens collègues ayants rejoint les rangs communards.  

## Sources
- Dictionnaire de la Conversation et de la Lecture, t. 3, Firmin-Didot et cie, 1878, p. 725